# Acacia podalyriifolia
Acacia podalyriifolia — вид квіткових рослин з родини бобових. Ареал: Австралія (Новий Південний Уельс, Квінсленд).

## Середовище
Вид росте у відкритих евкаліптових лісах і часто натуралізується в порушених районах, включаючи природні чагарники, і зазвичай зустрічається біля залізничних колій і доріг.

## Біоморфологічна характеристика
Це високий кущ або дерево (2–6 метрів заввишки) з яскраво-жовтими квітками, які цвітуть протягом року. Має сіру, гладку або дрібно тріщинисту кору з волохатими гілочками, які часто вкриті дрібним білим порошкоподібним нальотом. Філодії від сріблясто-сірого до сіро-зеленого кольору мають широкоеліптичну або яйцювату форму, довжину від 2 до 5 см і ширину від 10 до 25 мм. Вони мають волоски на краях і помітну середню жилку. Утворює прості суцвіття групами від 8 до 22 вздовж пазушної китиці з довжиною осі від 2 до 11 см. Кулясті голови квіток мають діаметр від 5 до 8 мм і містять від 15 до 30 яскравих золотистих квіток.

## Використання
Цей вид широко використовується як декоративний вид у вирощуванні.